# 古分屋敷橋
古分屋敷橋（こぶやしきばし）は、茨城県久慈郡大子町にある奥久慈パノラマラインの橋。

## 概要
- 竣工　-　1995年3月
- 橋長　-　58.0m
- 形式　-　単純上路トラス
- 使用鋼材　-　耐候性鋼材

座標: 北緯36度42分51.2秒 東経140度25分12.2秒 / 北緯36.714222度 東経140.420056度